# Natàlia Maria Petrovna
La gran duquessa Natàlia Maria Petrovna de Rússia fou la tercera filla de Pere I de Rússia i la seva segona esposa Caterina I de Rússia. Natàlia va néixer el 20 de març de 1713 i va morir el 27 de maig de 1715.